# Gondwanatitan
Gondwanatitan ("titán z Gondwany") byl rod sauropodního dinosaura, který žil v období svrchní křídy (asi před 86 až 84 miliony let) na území dnešní Brazílie (tehdy součást jižního superkontinentu Gondwany).

## Popis
Stejně jako jeho příbuzní byl i tento sauropod mohutným čtyřnohým býložravcem, který se živil tuhou rostlinnou vegetací. Mohl zřejmě okusovat také listy z vrcholků stromů, neboť byl velmi vysoký. Patřil do příbuzenstva jiných velkých sauropodů, jako byl Aeolosaurus, Brachiosaurus, Sauroposeidon nebo Malawisaurus. Sesterským taxonem tohoto rodu byl také malý argentinský rod Overosaurus.

## Rozměry
Navzdory svému jménu byl poměrně malým sauropodem s délkou pouze asi 6 až 7 metrů (v případě typového exempláře) a hmotností kolem 1 tuny. Podle jiného odhadu však mohla hmotnost tohoto sauropoda činit až 3,6 tuny.
Typový druh G. faustoi byl popsán paleontology Kellnerem a Azevedou v roce 1999.